# Holey Plains State Park
Holey Plains State Park är ett naturskyddsområde i Australien.   Den ligger i delstaten Victoria, i den sydöstra delen av landet, 400 km sydväst om huvudstaden Canberra. Holey Plains National Park ligger 111 meter över havet.
I omgivningarna runt Holey Plains State Park växer i huvudsak städsegrön lövskog. Runt Holey Plains National Park är det mycket glesbefolkat, med 3 invånare per kvadratkilometer.